# Albert Fibla
Albert Fibla (Badalona, Barcelona, 18 de junio de 1968) es un cantautor que se expresa en lengua catalana.

## Trayectoria artística
Licenciado en Ciencias de la Información, desde el año 2002 también se dedica profesionalmente a la música, actividad que ha simultaneado con la de periodista deportivo, colaborando en diversos programas de radio (medio de comunicación) en las emisoras RAC1 y en COM Ràdio, su primer disco fue Senzill editado en 2004 por Picap.
Ganó dos ediciones del concurso Èxit, organizado por TV3 y Catalunya Ràdio, en 1999 y al 2000; ha ganado también el Premi Cerverí a la mejor letra de canción en lengua catalana de la temporada 2003-2004  con el tema Volia volar y de la temporada 2005-2006 con el tema Un nom de dona, ha sido finalista de los concursos Sona 9 y Rock & Clàssic de 2003. Se ha forjado artísticamente actuando en diversos locales de música en directo de Barcelona, y ha colaborado con músicos como Túrnez & Sesé, Gerard Quintana, Pedro Javier Hermosilla, Joan Tena, o Josep Traver, que es su guitarrista habitual en sus discos y en las presentaciones de su repertorio en directo. 
Grabó la canción Ne me quitte pas de Jacques Brel en lengua catalana (No em deixis, no) en el disco colectivo de La Marató de TV3 en su edición de 2005. Ha versionado el tema La madame de Lluís Llach en el disco Homenatge a Lluís Llach. Si véns amb mi (Picap, 2007).
En 2006 publica El vals de la ingenuitat', su segundo elepé y en enero de 2008 el tercero, de título El món es mou (Picap), que se presentó en la Sala Luz de Gas de Barcelona el 20 de enero de 2008, dentro de la programación del festival Barnasants.
El 12 de marzo de 2010 grabó su cuarta entrega discográfica aprovechando el concierto que ofreció en el Teatro Zorrilla de Badalona, su ciudad natal, dentro de la programación del festival Barnasants. Con el título En directe al Barnasants, el disco vio la luz a mediados de 2010. En 2013 publica Mocambo i altes contes, un disco en homenaje al cantautor italiano Paolo Conte, con adaptaciones en lengua catalana de algunos de sus temas.
En diciembre de 2020 compuso el himno Estimem el Barça de la campaña de Joan Laporta, presidenciable al Futbol Club Barcelona, creando una gingle publicitario para los medios en su campaña electoral. Y en noviembre de 2021, después de ocho años de silencio discográfico, Albert Fibla publica el EP Present, en el que se incluyen tres canciones: Present al vent, Giravolta y Dona futura.

## Discografía[9]
- Senzill (Picap, 2004)
- El vals de la ingenuïtat (Picap, 2006)
- El món es mou (Picap, 2008)
- En directe al Barnasants (Picap, 2010)
- Mocambo i altres contes. Albert Fibla canta Paolo Conte (Picap, 2013)
- Present EP (Picap, 2021)